# Azamat Nurikow
Azamat Gusiejnowicz Nurikow (ros. Азамат Гусейнович Нуриков; ur. 26 marca 1990 w Dagestanie) – rosyjski i białoruski zapaśnik startujący w stylu wolnym. Piąty na mistrzostwach świata w 2014, 2015, 2017 i 2021, a także na igrzyskach europejskich w 2019. Brązowy medalista mistrzostw Europy w 2016. Piąty na igrzyskach europejskich w 2015. Piąty w indywidualnym Pucharze Świata w 2020. Piąty w Pucharze świata z 2015 roku.